# ナポリ植物園

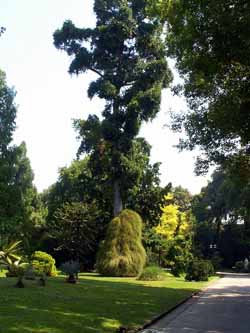
Orto botanico di Napoli

ナポリ植物園（ナポリしょくぶつえん、イタリア語では Orto botanico di Napoliまたは Real Orto Botanico）はナポリ大学（University of Naples Federico II）の研究施設である。
Albergo dei Poveri（旧ナポリ病院、ブルボン家時代の貧民のためのホスピス）近くに、約15ヘクタールの広さの敷地にある。大学の自然科学部門の施設である。1806年から1815年のフランス領時代にナポリに多く作られた研究、教育施設のひとつである。植物園は、1810年に開園した。
現代では、約10,000種の、25,000の植物が展示されている。一般公開されているが、厳密には公共の公園でなく、大学およびこの地区の高校の教育施設である。植物園は絶滅の危険のある種の保存の活動を行っている。人間に有用で、薬用となる可能性のある植物の研究をおこなって、原住民族による植物の利用などを研究する民族植物学部門もある。敷地内には5,000平方メートルのメローラ(Merola)温室と、17世紀に建てられ、最近復元された、キャッスルがある。キャッスルには、講義室と展示室があり、民族植物学や植物の進化を展示する古生物学の展示室がある。